# 1976 في السعودية
تحتوي هذه المقالة على أهم الأحداث التي شهدتها السعودية في 1976، إضافة إلى أهم الشخصيات السعودية التي وُلدت أو تُوفيت في هذه السنة.

## السياسة

### الحكم
الملك: خالد بن عبد العزيز آل سعود

## أحداث
- صدور جريدة سعودي جازيت.[1]

### يناير
- 1: تحطم طائرة طيران الشرق الأوسط الرحلة 438 على بعد حوالي 40 كم شمال غرب مدينة القيصومة السعودية، ومقتل جميع الركاب وأفراد الطاقم.[2]

### فبراير
- 3: عقد اجتماع بين غازي القصيبي وزير الصناعة والكهرباء مع مدراء شركات الكهرباء لمناقشة مشاكل الكهرباء و ايصال التيار لجميع قرى ومدن المملكة العربية السعودية.[3]
- 3: أمر ملكي بترقية 50 ملازمًا في الحرس الوطني إلى رتبة ملازم أول.[4]
- 3: إنشاء مدرستين مهنيتين في مدينة الدمام وعنيزة بقيمة 70 مليون ريال ومدة التنفيذ 12 شهرًا . [5]
- 11: إقامة احتفال بمناسبة مرور 25 عامًا على إنشاء كلية التربية بمكة المكرمة وبحضور ولي العهد (آنذاك) الملك فهد بن عبدالعزيز آل سعود.[6]
- 14: زيادة رواتب أعضاء هيئة التدريس السعوديين في الجامعات من قبل وزارة التعليم العالي. [7]
- 22: الخطوط الجوية العربية السعودية تبدأ استخدام نظام الحجز الآلي في رحالاتها حيث سيحقق عدة مميزات منها سرعة انجاز الحجز للركاب والقضاء على الأخطاء الناتجة عن الحجز العادي.[8]
- 22: بدأ الدراسة في أول معهد زراعي نموذجي سعودي بعد الانتهاء من بنائه في القصيم بتكلفة بلغت 24 مليون ريال حيث يتكون المشروع  من فلل للمدرسين المتزوجين والعزاب و مباني لسكن الاداريين والعمال وطلبة الصفوف العليا وطلبة الصفوف الأولى وعدة مباني مثل مبنى المسرح و مبنى المطعم والاستراحة ومبنى من الزجاج للمزروعات بالإضافة إلى ورش ميكانيكية وحظائر للمواشي والدواجن ومبنى مختبر ومبنى للتربية الرياضية.[9]

### يوليو
- 3: الاعلان عن قرب افتتاح طريق الطائف - أبها - جيزان بتكلفة مليار و 200 مليون ريال وطول 753 كيلو متر و يحتوي على أول نفقين من نوعهما في المملكة حيث يبدأ الطريق من الطائف حتى بلاد غامد وزهران وخثعم و بني عمر و بني شهر وبالاحمر وبالأسمر ومنطقة أبها ثم ينحر إلى جيزان على ساحل البحر الأحمر.[10]

- 6: صدور مرسوم ملكي يقضي بتأسيس الشركة السعودية للصناعات الأساسية «سابك».[11]
- 9: صندوق التنمية العقاري يحتفل بالعام الأول منذ تأسيسه ووصول قيمة القروض إلى 9 مليارات ريال بمعدل مائة قرض يوميًا.[12]
- 9: بدأ الدراسة في كلية التمريض بجامعة الرياض لتخريج ممرضات سعوديات للمرة الأولى، حيث تم قبول 25 طالبة كدفعة أولى في الكلية وسوف تستمر الدراسة فيها لأربع سنوات، تمنح بعدها المتخرجة درجة البكالوريوس في علوم التمريض. [13]

- 17: عقد قمة في الرياض حضرها الملك خالد والرئيس المصري محمد أنور السادات والرئيس السوداني جعفر النميري، تم فيها تضامن السعودية ومصر مع السودان.[14]

### أغسطس
- 8: مشاركة الفيلم السعودي "تطور مدينة الرياض" في مهرجان دولي للأفلام التسجيلية للمرة الأولى.[15]

- 11: المملكة العربية السعودية تشترك في معرض الكتاب الدولي في فرانكفورت بألمانيا لعام 1976 م و سيقام جناح خاص يعرض فيه مدى تطور العمل الكتابي بالمملكة.[16]

### سبتمبر
- 1: المملكة العربية السعودية تعلن عن تغطيتها لكافة نفقات الأمانة العامة للجمعيات العربية لعام 1976 م وتبرعها بمبلغ قدره مليون و 500 ألف ريال.[17]

### أكتوبر
- 16: انعقاد القمة العربية الطارئة في الرياض والتي بحثت الأزمة اللبنانية وبحضور ست دول هي السعودية والكويت ومصر وسوريا ولبنان ومنظمة التحرير الفلسطينية.[18]
- 30: قيام الملك خالد بزيارة إلى السودان ضمن وفد بينهم وزير الدفاع سلطان بن عبد العزيز، استمرت الزيارة لثلاثة أيام وقد أكدت السعودية استعدادها لتحديث القوات المسلحة السودانية.[19]

## مواليد

### فبراير
- 2: سلمان بن سلطان بن عبد العزيز، سياسي شغل منصب نائب وزير الدفاع سابقاً وهو أحد أبناء الأمير سلطان.[20]
- 3: علي جابر، داعية ورجل دين سعودي أندونيسي.

### مايو
- 3: أسامة الشنقيطي، منافِس أولمبي حصل على أول ميدالية ذهبية للسعودية.[21]

### يونيو
- 25: حبيب الحبيب، ممثل.[22]
- 28
  - سطام السقامي، أحد المتهمين في أحداث 11 سبتمبر.
  - نواف التمياط، لاعب كرة قدم سابق.[23]

### يوليو
- 17: محسن الحارثي، لاعب كرة قدم سابق.[24]

### أغسطس
- 3: خميس الزهراني، لاعب كرة قدم سابق.[25]
- 9: نواف الحازمي، أحد المتهمين في أحداث 11 سبتمبر.[26]
- 10: عبد الله الشيحان، لاعب كرة قدم سابق.[27]
- 31: عبد الله آل عياف، مخرج أفلام.[28]

### سبتمبر
- 18: ممدوح سالم باعجاجه، ممثل.

### أكتوبر
- 25: أحمد الدوخي، لاعب كرة قدم سابق.[29]

### نوفمبر
- 22: محمد سالم العنزي، لاعب كرة قدم قطري.[30]

### ديسمبر
- 30: هادي صوعان، واثب حواجز وهو أول سعودي يحصل على ميدالية في الأولمبياد.[31]